# Piabucina
Genre
Piabucina est un genre de poissons téléostéens de la famille des Lebiasinidae et de l'ordre des Characiformes.

## Liste d'espèces
Selon FishBase (25 juin 2015) :
- Piabucina astrigata Regan, 1903
- Piabucina aureoguttata Fowler, 1911
- Piabucina boruca Bussing, 1967
- Piabucina elongata Boulenger, 1887
- Piabucina erythrinoides Valenciennes, 1850
- Piabucina festae Boulenger, 1899
- Piabucina panamensis Gill, 1877
- Piabucina pleurotaenia Regan, 1903
- Piabucina unitaeniata Günther, 1864

## Galerie

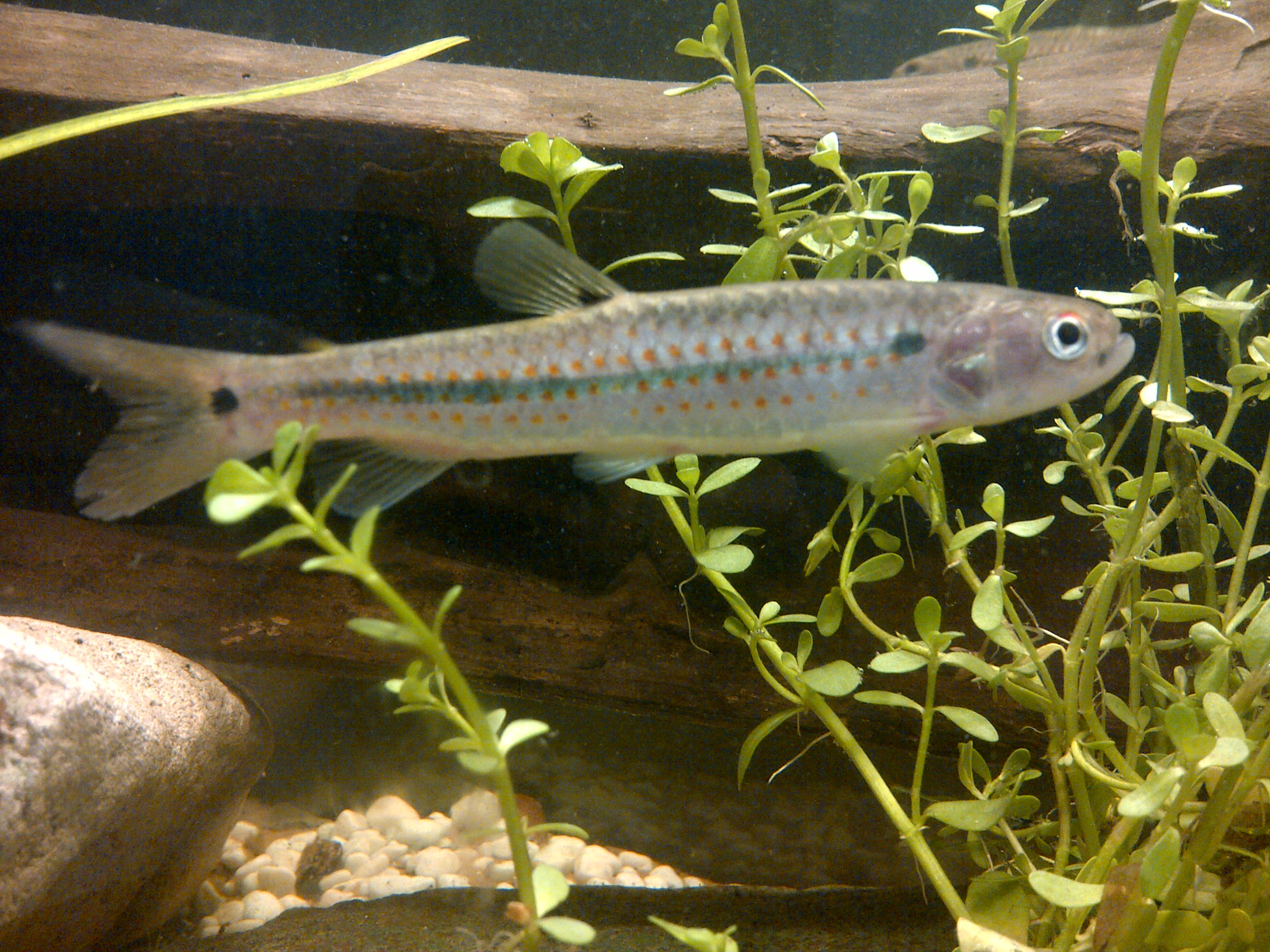
Piabucina erythrinoides.